# Liolaemus mapuche
Liolaemus mapuche este o specie de șopârle din genul Liolaemus, familia Tropiduridae, descrisă de Fernando Abdala în anul 2002. Conform Catalogue of Life specia Liolaemus mapuche nu are subspecii cunoscute.